# Unión del Centro Democrático de Capital Federal
La Unión del Centro Democrático de Capital Federal (o Unión del Centro Democrático de la Ciudad Autónoma de Buenos Aires) es un partido político de orientación liberal.

## Historia
Se funda el 5 de noviembre de 2014, como un partido distrital de la UCeDé nacional. Junto con los otros partidos distritales pertenecientes de la UCEDE (como el de Catamarca y Santa Fe) forman parte de la coalición de Juntos por el Cambio (actual representante de la oposición hacia el oficialismo kirchnerista). Actualmente, el presidente de la UCEDÉ CABA es Marcela French 

## Elecciones a la legislatura

### Elecciones Legislatura Porteña
| Año  | Votos  | %     | Bancas Ganadas | Total de Bancas | Posición      | Lista |
| ---- | ------ | ----- | -------------- | --------------- | ------------- | --- |
| 2025 | 42.991 | 2.62% | 0/30           | 0/60            | No electo, 6° | Lista 20 "Libertad y Orden": 1. Ramiro Marra (Ind.) 2. Nabila Michitte 3. Eduardo del Piano 4. Antonella Belén Santagada 5. Sebastián Rodríguez de la Torre 6. Abril Benegas 7. Martín Furman 8. Victoria Brizuela Acosta 9. Amiel Mariano Leckie 10. Carla Martínez Cáceres 11. Josué Gustavo Aranda 12. Carolina Ximena Alarcón García 13. Patricio José Adreani Manny 14. Abril Figueroa Müller 15. Eduardo Martín Pearson 16. María Victoria García Ares 17. Agustín Londinsky 18. María Felicitas Nesi Sáenz Samaniego 19. Julián Agustín Ocampo 20. Matilde María Miguens 21. Lautaro Miguel Casal 22. Nara Belén Meyer 23. Guillermo Raúl Molina 24. Selene Alejandra Sosa 25. Axel Nicolás Jontade Rozehnal 26. Iara Ailén Folasco Meozzi 27. Constantino Baravalle 28. Alma Milena Blondi 29. Matías Danuzzo Iturraspe 30. Paula Sofía Sterchele |